# David Dalling
David John Dalling, né le 6 septembre 1939 à Uitenhage, province du Cap, en Afrique du Sud et mort le 1er août 2020, est un avocat et un homme politique sud-africain, successivement membre du parti uni (1965-1975), du parti réformiste (1975), du parti progressiste réformiste (1975-1977), du parti progressiste fédéral (1977-1989), du parti démocratique (1989-1992), du congrès national africain (1992-2006) avant de rallier le congrès du Peuple en 2009. Il est membre du parlement pour la circonscription de Sandton (1974-1994) puis membre de l'assemblée nationale (1994-1999).

## Biographie
Diplômé de l'université de Pretoria (1959-1961) et de l'université du Witwatersrand (1963-1965), marié en 1967 et père de trois enfants, Dave Dalling commence une carrière d'avocat tout en militant au sein du parti uni de la province du Transvaal dont il préside le mouvement de jeunesse.
Lors des élections générales sud-africaines de 1974, il remporte pour le parti uni la circonscription aisée de Sandton dans la banlieue de Johannesbourg. L'année suivante, il est exclu du parti uni avec quelques autres députés pour avoir contester la direction et la ligne politique du parti qu'il estime insuffisamment réformiste. Il co-fonde alors le parti réformiste puis cinq mois plus tard, le fusionne avec le parti progressiste de Colin Eglin pour constituer le parti progressiste réformiste avant de devenir le parti progressiste fédéral (PFP) lors du ralliement d'autres membres du parti uni.
Il s'illustre durant les années 1980 parmi les députés les plus progressistes du parlement et les plus opposés à l'apartheid. En 1989, le PFP fusionne avec deux autres mouvements libéraux pour former le parti démocratique et aller unifié aux élections. Dalling est une nouvelle fois réélu mais le DP échoue à remporter le titre de chef de l'opposition parlementaire qu'il doit concéder pour la seconde fois au parti conservateur d'Afrique du Sud .
En 1992, deux ans après la levée de l'interdiction du congrès national africain (ANC) par le gouvernement de Klerk, Dave Dalling et quatre autres députés du Parti démocratique (Jannie Momberg, député de Simon's Town, Pierre Cronjé, député de Greytown, Rob Haswell, député de Pietermaritzburg-Sud et Jan van Eck, député de Claremont), démissionnent de leur formation politique pour rejoindre l'ANC. Refusant de rendre leurs mandats parlementaires respectifs, ils siègent parmi les indépendants devenant les premiers représentants (non officiels) de l'ANC au parlement.
Dalling est réélu au parlement sur la liste nationale de l'ANC lors des élections générales sud-africaines de 1994 qui aboutissent à la victoire du parti de Nelson Mandela. Retiré de la vie politique en 1999, il devient très critique de la politique menée par l'ANC et des prises de position du président Thabo Mbeki. Après avoir travaillé en tant que conseiller bénévole auprès des démocrates indépendants de Patricia de Lille, il apporte son soutien au congrès du Peuple lors des élections générales sud-africaines de 2009.

## Sources
- Raph Uwechue, Africa Who's who, Africa Journal Limited, 1991 p 465
- Mayibuye: Journal of the African National Congress, Volume 3, The Congress, 1992